# Sociedade de Geografia de Lisboa

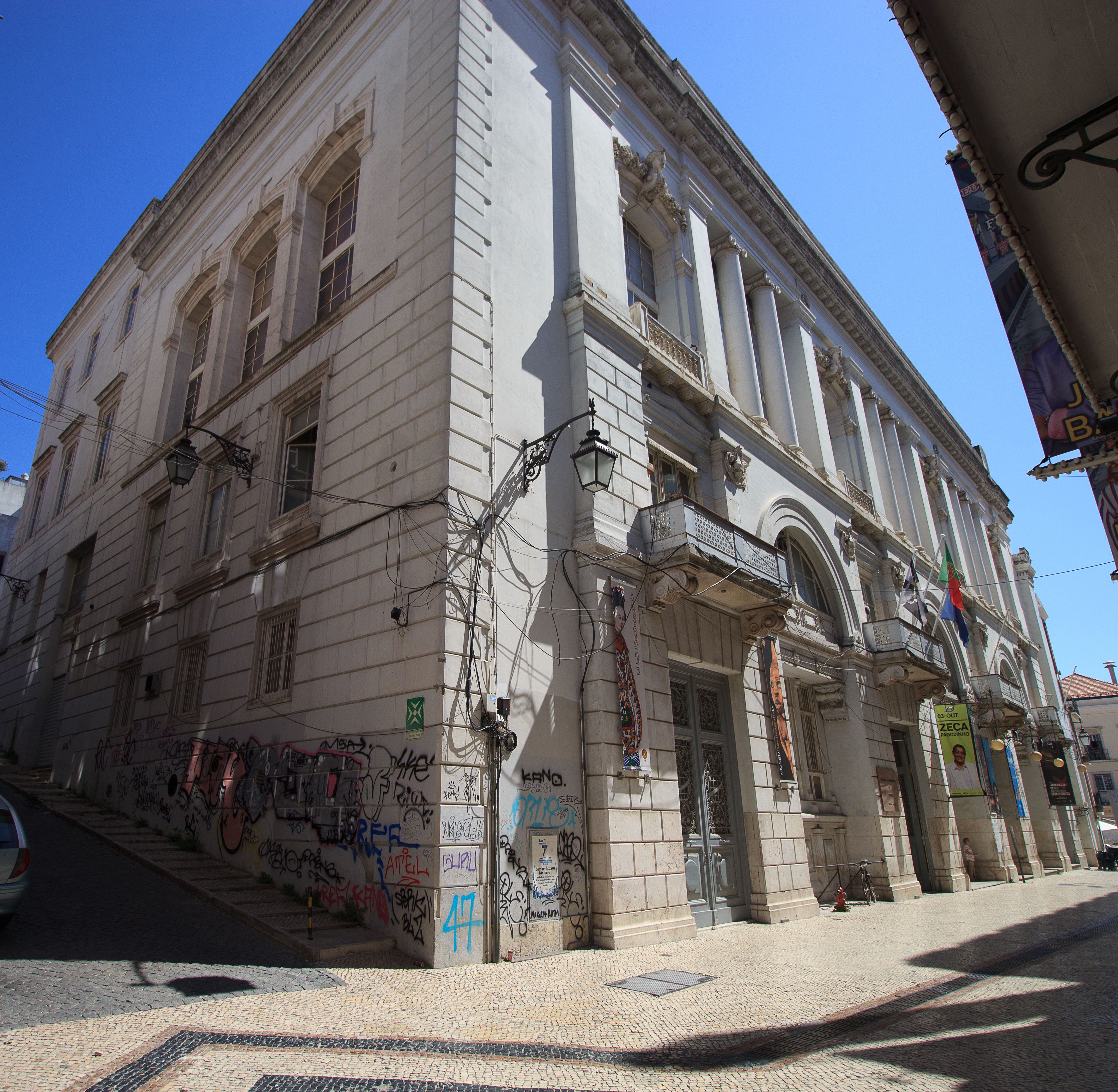
Sociedade de Geografia de Lisboa

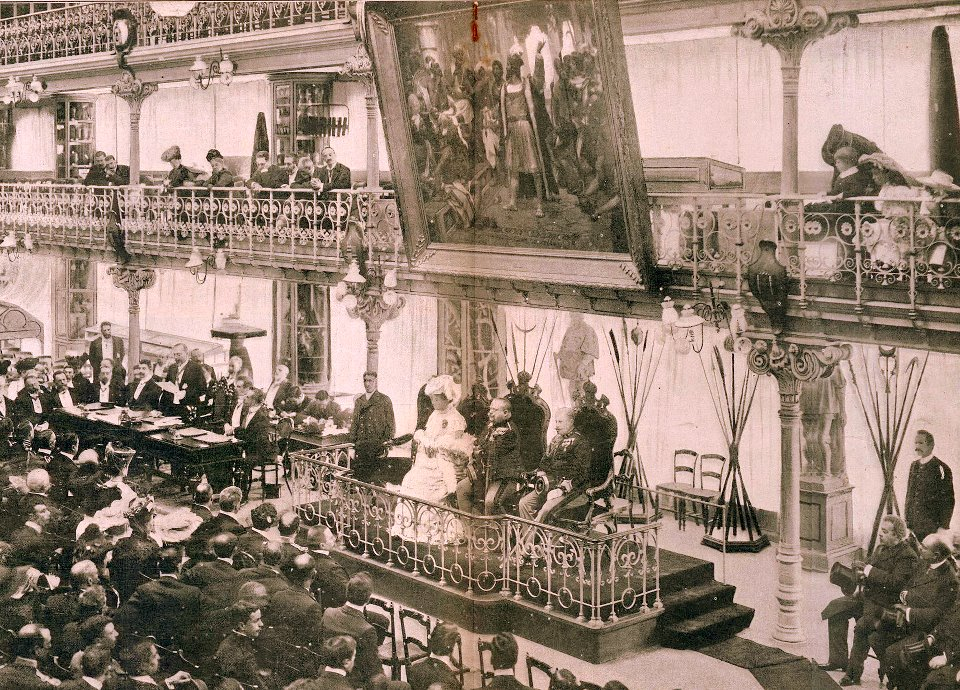
König Karl I. von Portugal bei der Eröffnung der Tagung der Lissabonner Geographischen Gesellschaft von 1905 (unter dem Gemälde Vasco da Gama vor dem Samorin von Calicut von Veloso Salgado)

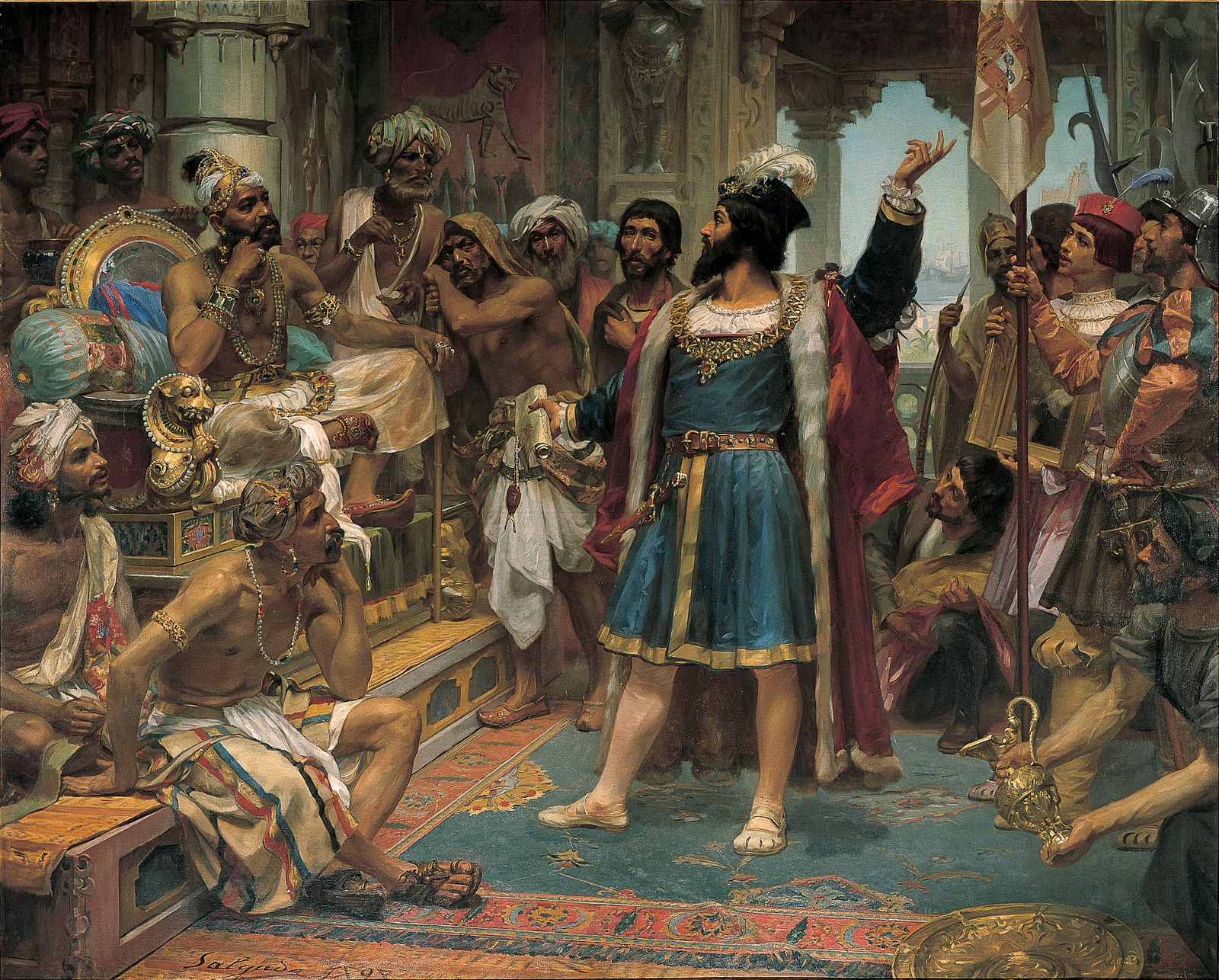
Vasco da Gama vor dem Samorin von Calicut (Vasco da Gama perante o Samorim de Calecute) – der portugiesische Seefahrer und Entdecker übergibt dem auf einem Thron sitzenden indischen Fürsten den Brief des Königs Manuel von Portugal (Gemälde von Veloso Salgado)

Die Sociedade de Geografia de Lisboa (Geographische Gesellschaft zu Lissabon) ist eine 1875 in Lissabon gegründete wissenschaftliche Gesellschaft mit dem Ziel, das Studium und den Fortschritt der Geografie und verwandter Wissenschaften in Portugal zu fördern und zu unterstützen. Die geographische Gesellschaft wurde im Kontext der europäischen Forschungs- und Kolonisationsbewegung gegründet und war vor allem bei der Erforschung des afrikanischen Kontinents von Bedeutung.

## Geschichte
Am 10. November 1875 sandte eine Gruppe von 74 Unterzeichnern eine Petition an König Ludwig I. von Portugal, um eine Gesellschaft namens Sociedade de Geografia de Lisboa zu gründen, deren Aufgabe es wäre, die Forschung und den Fortschritt der Geographie und verwandter Wissenschaften im Land zu fördern und zu unterstützen. Zwei der Unterzeichner waren Luciano Cordeiro und Teófilo Braga sowie viele andere Intellektuelle, Journalisten und Politiker der Zeit.
Gesellschaftliche Ziele waren die Organisation von Konferenzen und wissenschaftlichen Kongressen sowie die Bereitstellung größerer Mittel für Forschungsreisen und wissenschaftliche Forschung. Im Dezember 1876 initiierte die Gesellschaft die Veröffentlichung des Boletim da Sociedade de Geografia de Lisboa (Bulletin der Geographischen Gesellschaft zu Lissabon), das bis heute erscheint. Im Sitz der Gesellschaft in Lissabon befindet sich ein Museum.